# 哈什特魯德
哈什特魯德（波斯語：‎）是伊朗的城市，位於該國西北部，由東亞塞拜然省負責管轄，面積6.24平方公里，海拔高度1,150米，主要經濟活動有農業和畜牧業，2006年人口18,418。